# NHL (1945/1946)
Sezon NHL 1945-1946 - 28 sezon ligi NHL. Sześć zespołów rozegrało po 50 meczów w sezonie zasadniczym. Puchar Stanleya zdobyła drużyna Montreal Canadiens.

## Sezon zasadniczy
M = Mecze, W = Wygrane, P = Przegrane, R = Remisy, PKT = Punkty, GZ = Gole Zdobyte, GS = Gole Stracone, KwM = Kary w minutach
| Drużyna             | M  | W  | P  | R  | PKT | GZ  | GS  | KwM |
| ------------------- | -- | -- | -- | -- | --- | --- | --- | --- |
| Montreal Canadiens  | 50 | 28 | 17 | 5  | 61  | 172 | 134 | 337 |
| Boston Bruins       | 50 | 24 | 18 | 8  | 56  | 167 | 156 | 273 |
| Chicago Black Hawks | 50 | 23 | 20 | 7  | 53  | 200 | 178 | 339 |
| Detroit Red Wings   | 50 | 20 | 20 | 10 | 50  | 146 | 159 | 298 |
| Toronto Maple Leafs | 50 | 19 | 24 | 7  | 45  | 174 | 185 | 247 |
| New York Rangers    | 50 | 13 | 28 | 9  | 35  | 144 | 191 | 285 |

### Najlepsi strzelcy
| Zawodnik        | Drużyna             | Mecze | Bramki | Asysty | Punkty | Minuty karne |
| --------------- | ------------------- | ----- | ------ | ------ | ------ | ------------ |
| Max Bentley     | Chicago Black Hawks | 47    | 31     | 30     | 61     | 6            |
| Gaye Stewart    | Toronto Maple Leafs | 50    | 37     | 15     | 52     | 8            |
| Toe Blake       | Montreal Canadiens  | 50    | 29     | 21     | 50     | 2            |
| Clint Smith     | Chicago Black Hawks | 50    | 26     | 24     | 50     | 2            |
| Bill Mosienko   | Chicago Black Hawks | 40    | 18     | 30     | 48     | 12           |
| Maurice Richard | Montreal Canadiens  | 50    | 27     | 21     | 48     | 50           |

## Playoffs

### Półfinały
| Montreal Canadiens – Chicago Blackhawks                    | Montreal Canadiens – Chicago Blackhawks | Montreal Canadiens – Chicago Blackhawks | Montreal Canadiens – Chicago Blackhawks | Montreal Canadiens – Chicago Blackhawks | Montreal Canadiens – Chicago Blackhawks |
| Data                                                       | Wyjazd                                  | Wyjazd                                  | Dom                                     | Dom                                     |                                         |
| ---------------------------------------------------------- | --------------------------------------- | --------------------------------------- | --------------------------------------- | --------------------------------------- | --------------------------------------- |
| 19 marca                                                   | Chicago                                 | 2                                       | 6                                       | Montreal                                |                                         |
| 21 marca                                                   | Chicago                                 | 1                                       | 5                                       | Montreal                                |                                         |
| 24 marca                                                   | Montreal                                | 8                                       | 2                                       | Chicago                                 |                                         |
| 26 marca                                                   | Montreal                                | 7                                       | 2                                       | Chicago                                 |                                         |
| Montreal wygrał 4:0 i awansował do finału Pucharu Stanleya |                                         |                                         |                                         |                                         |                                         |

| Boston Bruins – Detroit Red Wings                    | Boston Bruins – Detroit Red Wings | Boston Bruins – Detroit Red Wings | Boston Bruins – Detroit Red Wings | Boston Bruins – Detroit Red Wings | Boston Bruins – Detroit Red Wings |
| Data                                                 | Wyjazd                            | Wyjazd                            | Dom                               | Dom                               |                                   |
| ---------------------------------------------------- | --------------------------------- | --------------------------------- | --------------------------------- | --------------------------------- | --------------------------------- |
| 19 marca                                             | Detroit                           | 1                                 | 3                                 | Boston                            |                                   |
| 21 marca                                             | Detroit                           | 3                                 | 0                                 | Boston                            |                                   |
| 24 marca                                             | Boston                            | 5                                 | 2                                 | Detroit                           |                                   |
| 26 marca                                             | Boston                            | 4                                 | 1                                 | Detroit                           |                                   |
| 28 marca                                             | Detroit                           | 3                                 | 4                                 | Boston                            | Po dogrywce                       |
| Boston wygrał i awansował do finału Pucharu Stanleya |                                   |                                   |                                   |                                   |                                   |

### Finał Pucharu Stanleya
| Montreal Canadiens – Boston Bruins           | Montreal Canadiens – Boston Bruins | Montreal Canadiens – Boston Bruins | Montreal Canadiens – Boston Bruins | Montreal Canadiens – Boston Bruins | Montreal Canadiens – Boston Bruins |
| Data                                         | Wyjazd                             | Wyjazd                             | Dom                                | Dom                                |                                    |
| -------------------------------------------- | ---------------------------------- | ---------------------------------- | ---------------------------------- | ---------------------------------- | ---------------------------------- |
| 30 marca                                     | Boston                             | 3                                  | 4                                  | Montreal                           | Po dogrywce                        |
| 2 kwietnia                                   | Boston                             | 2                                  | 3                                  | Montreal                           | Po dogrywce                        |
| 4 kwietnia                                   | Montreal                           | 4                                  | 2                                  | Boston                             |                                    |
| 7 kwietnia                                   | Montreal                           | 2                                  | 3                                  | Boston                             | Po dogrywce                        |
| 9 kwietnia                                   | Boston                             | 3                                  | 6                                  | Montreal                           |                                    |
| Montreal wygrał 4:1 i zdobył Puchar Stanleya |                                    |                                    |                                    |                                    |                                    |

## Nagrody
| O’Brien Trophy:            | Boston Bruins                    |
| Prince of Wales Trophy:    | Montreal Canadiens               |
| Calder Memorial Trophy:    | Edgar Laprade, New York Rangers  |
| Hart Memorial Trophy:      | Max Bentley, Chicago Black Hawks |
| Lady Byng Memorial Trophy: | Toe Blake, Montreal Canadiens    |
| Vezina Trophy:             | Bill Durnan, Montreal Canadiens  |